# Heteromys oasicus
Heteromys oasicus (Гетероміс парагуанський) — вид гризунів з родини Гетеромісові (Heteromyidae) підряду Бобровиді (Castorimorpha).

## Проживання
Цей вид відомий тільки з Серро Санта-Ана (550 м над рівнем моря) і Філа Монте-Кано на півострові Парагуане, Венесуела. Дві відомі популяції ізольовані одна від одної. Ареал охоплює площу в 22-25 км². Однак, цілком імовірно, що область з життєздатними популяціями набагато менша. Більшість зразків зібрані в тропічному лісі. Ймовірно, обмежується невеликими ділянками вічнозеленої й напіввічнозеленої рослинності, пов'язаними з малими річками.

## Загрози та охорона
Найбільша загроза для видового проживання на Серро Санта-Ана і Монте Кано це випас домашніх кіз, які знищують місцеву рослинності на схилах, що призводить до збільшення ерозії. Також на Монте Кано, є дрібний збір деревини та декоративних рослин, планується будівництво інфраструктури туризму і є дрібні гірничодобувні проекти. Цей вид зустрічається в захищених Природному пам'ятнику Серро-де-Санта-Ана і Біологічному заповіднику Монте Кано.
| Панда | Це незавершена стаття з теріології. Ви можете допомогти проєкту, виправивши або дописавши її. |